# 斯科特·法迪
斯科特·法迪（英語：Scott Fardy；1984年7月5日—）是一位澳大利亞橄欖球運動員。他是澳大利亞國家橄欖球隊的一員，代表澳大利亞參加了2015年世界盃橄欖球賽。